# جو ألبيرتسون
جو ألبيرتسون (بالإنجليزية: Joe Albertson)‏ هو شخصية أعمال أمريكي، ولد في 17 أكتوبر 1906 في يوكون في الولايات المتحدة، وتوفي في 20 يناير 1993 في بويسي في الولايات المتحدة.

## وصلات خارجية
- جو ألبيرتسون على موقع إن إن دي بي (الإنجليزية)